# Metilfeniltetraidropiridina N-monoossigenasi
La metilfeniltetraidropiridina N-monoossigenasi è un enzima appartenente alla classe delle ossidoreduttasi, che catalizza la seguente reazione:
1-metil-4-fenil-1,2,3,6-tetraidropiridina + O2 ⇄ 1-metil-4-fenil-1,2,3,6-tetraidropiridina N-ossido + metanolo
L'enzima è una flavoproteina.